# بير هولم (لاعب كرة قدم)
بير هولم (بالنرويجية البوكمول: Per Holm)‏ (10 يناير 1899 بساربسبورغ في النرويج - 8 سبتمبر 1974 بساربسبورغ في النرويج) هو لاعب كرة قدم نرويجي في مركز الهجوم، شارك في الألعاب الأولمبية الصيفية 1920. وشارك مع منتخب النرويج لكرة القدم. أما مع النوادي، فقد لعب مع نادي ساربسبورغ 08 وSarpsborg FK ‏.

## وصلات خارجية
- بير هولم على موقع اتحاد النرويج (النرويجية)
- بير هولم على موقع قاعدة بيانات كرة القدم.إي يو (الإنجليزية)
- بير هولم على موقع عالم كرة القدم.نت (الإنجليزية)
- بير هولم على موقع أوليمبيديا (الإنجليزية)